# Lajos Bányai
Lajos Bányai (1888) è stato un calciatore e allenatore di calcio ungherese.

## Carriera
La sua carriera da calciatore si svolse nell'MTK Budapest, società con la quale vinse il titolo di campione ungherese nel 1907-1908.
Allenò poi diverse squadre in Germania, prima di tornare in patria dove sedette sulle panchine di Bastya, Sabaria, Phöbus e, soprattutto, Újpest. Con questi ultimi si aggiudicò 2 campionati ungheresi (1929–30, 1930–1931), Coppa dell'Europa Centrale 1929 e Coupe des Nations 1930.
Fu fra le vittime dell'Olocausto

## Palmarès

### Giocatore

#### Competizioni nazionali
- Campionato ungherese: 1

MTK Budapest: 1907-1908
- Coppa d'Ungheria: 3

MTK Budapest: 1909-1910, 1910-1911, 1911-1912

### Allenatore

#### Competizioni regionali
- Campionato della Germania del Nord: 1

Amburgo: 1922

#### Competizioni nazionali
- Campionato ungherese: 2

Ujpest: 1929-1930, 1930-1931

#### Competizioni internazionali
- Coppa dell'Europa Centrale: 1

Újpesti FC: 1929
- Coupe des Nations: 1

Újpesti FC: 1930